# Kaszabobates helveticus
Kaszabobates helveticus är en kvalsterart som beskrevs av Sandór Mahunka och Luise Mahunka-Papp 2000. Kaszabobates helveticus ingår i släktet Kaszabobates och familjen Oribellidae. Inga underarter finns listade i Catalogue of Life.